# Lobodon carcinophaga
La foca cangrejera  (Lobodon carcinophaga) es una especie de mamífero pinnípedo de la familia de los fócidos. Se estima que su población es entre 8 a 15 millones de individuos.  Es una de las focas más rápidas ya que puede nadar a unos 25,74 km/h.
La foca cangrejera se encuentra en la Antártida desde hace 15 a 25 millones de años, en una época en la que esa región era mucho más cálida que hoy día. También ha sido vista en zonas de América del Sur, Australia y Nueva Zelanda.

## Descripción
La foca cangrejera tiene una longitud máxima que va desde 2,2 a los 2,6 m. Su peso oscila entre los 200 y 300 kg, con una media de 230 kg . Es esbelta y alargada. El color de su piel varía desde el gris oscuro de la temporada invernal al gris claro del verano. Su esperanza de vida puede superar los 20 años. 

## Alimentación

Estructura dental de la foca cangrejera.

Se alimenta exclusivamente de kril y concretamente del kril antártico en un 98 %.  La estructura de su dentadura no le permite atrapar presas grandes ya que forma un cedazo o criba que a modo de filtro deja salir el agua y retiene el alimento.

## Comportamiento
Vive en pequeños grupos familiares y es una especie pagófila -vive entre los bloques de hielo-. El periodo de gestación es de once meses, suele nacer un cachorro por parto con un peso de unos 33 kg. Tanto el macho como la hembra cuidan de los cachorros. 
El explorador y naturalista E.A. Wilson, acompañado del explorador británico Robert Falcon Scott durante los años 1910 a 1913 en la Expedición Terra Nova al Polo Sur, comprobaron que la foca cangrejera, cuando siente que está cercana su muerte, deja los bloques de hielo y viaja hasta alcanzar los lejanos glaciares interiores donde muere. Encontraron esqueletos de foca en numerosas ocasiones, a más de 20 kilómetros de la costa y 3000 pies (914,4 m) sobre el nivel del mar".
Estas focas son atacadas por numerosos predadores, entre otros la foca leopardo y la orca, cuando sobreviven lo hacen con numerosas cicatrices. Los machos también tienen cicatrices como resultados de las peleas con otros machos durante el cortejo y apareamiento.